# スクールガールズ
『スクールガールズ』（スペイン語: Las niñas）は、2020年のスペインのドラマ映画。脚本・監督はピラール・パロメロ。ナタリア・デ・モリーナなどが出演している。修道院学校に通う少女たちの思春期を描いたドラマ作品である。

## プロット
1992年、スペイン、バルセロナに近いサラゴサ。修道院の女子校に通うセリアは母と二人暮らし。母は若くしてシングルマザーになった。自分と同じ苦労をさせたくない。セリアには高等教育を受けさせたい。一方、セリアが立っているのは思春期の入り口。興味があるのは勉強よりも「おとなの世界」だ。
ある日、ブリサという転校生がバルセロナからやってきた。都会的で大人びた考え方、ダビングしてくれたロックミュージックに引きつけられた。悪い友人たちとつるんでこっそりお化粧したり、酒やタバコを試したり、クラブに行ってナンパされたり、男の子のバイクに乗せてもらったり・・・。しかしある日仲間のひとりから片親であることをバカにされ、大きなショックを受けた。まじめに学校に行くのが何だか嫌になった。
セリアの素行の悪さが目に余ると学校から呼び出された母はセリアを思い切りビンタした。それをきっかけにセリアは自分のモヤモヤをぶつけた。なぜ父親がいないのか。心臓麻痺で死んだというのは本当か。母はなぜ実家と疎遠なのか。そんな時、母の姉（セリアの叔母）から母の父が亡くなったとの連絡が入る。迷った末、母はセリアを連れ車で実家に向かう。セリアは初めて祖母に会う。
母はセリアを死んだ父の墓に連れて行く。死んだ父（セリアの祖父）が実はセリアの父親であることが暗示される。自宅に戻ったセリアと母は一つのベッドで寝る。学校のコーラス発表会の日。母も会場に来ている。あなたは下手だから口パクしなさいと先生からは言われていたが、セリアは母に聞こえるように大きな声で歌う。

## キャスト
- アンドレア・ファンドス - セリア役
- ナタリア・デ・モリーナ - アデラ役
- ソエ・アルナオ - ブリサ役
- フリア・シエラ - クリスティーナ役
- フランセスカ・ピニョン - マザー・コンスエロ役
- アイナラ・ニエト - クララ役
- エリサ・マルティネス - レイレ役
- カルロタ・グルペギ - バネッサ役

## 評価
第35回ゴヤ賞では9部門にノミネートされ、作品賞、新人監督賞（ピラール・パロメロ）、脚本賞（ピラール・パロメロ）、撮影賞（ダニエラ・カヒアス）の4部門を受賞した。これによってダニエラ・カヒアスはゴヤ賞の撮影賞を受賞した初の女性となった。第8回フェロス賞では6部門にノミネートされ、ドラマ作品賞、監督賞、脚本賞の3部門を受賞した。

## 受賞とノミネート
| 賞             | 部門                       | 対象                                    | 結果       |
| -------------- | -------------------------- | --------------------------------------- | ---------- |
| フォルケ賞     | フィクション作品賞         | フィクション作品賞                      | 受賞       |
| フォルケ賞     | 主演女優賞                 | アンドレア・ファンドス                  | ノミネート |
| フォルケ賞     | 教育映画賞                 | 教育映画賞                              | ノミネート |
| フェロス賞     | ドラマ作品賞               | ドラマ作品賞                            | 受賞       |
| フェロス賞     | 予告編賞                   | 予告編賞                                | ノミネート |
| フェロス賞     | 監督賞                     | ピラール・パロメロ                      | 受賞       |
| フェロス賞     | 脚本賞                     | ピラール・パロメロ                      | 受賞       |
| フェロス賞     | 主演女優賞                 | アンドレア・ファンドス                  | ノミネート |
| フェロス賞     | 助演女優賞                 | ナタリア・デ・モリーナ                  | ノミネート |
| ゴヤ賞         | 作品賞                     | 作品賞                                  | 受賞       |
| ゴヤ賞         | 新人監督賞                 | ピラール・パロメロ                      | 受賞       |
| ゴヤ賞         | 脚本賞                     | ピラール・パロメロ                      | 受賞       |
| ゴヤ賞         | 助演女優賞                 | ナタリア・デ・モリーナ                  | ノミネート |
| ゴヤ賞         | 撮影賞                     | ダニエラ・カヒアス                      | 受賞       |
| ゴヤ賞         | 編集賞                     | ソフィア・エスクデ                      | ノミネート |
| ゴヤ賞         | 美術賞                     | モニカ・ベルヌイ                        | ノミネート |
| ゴヤ賞         | 衣装デザイン賞             | アランチャ・エスケロ                    | ノミネート |
| ゴヤ賞         | 作曲賞                     | 「Lunas de papel」 （カルロス・ナジャ） | ノミネート |
| アリエル賞     | イベロアメリカ作品賞       | イベロアメリカ作品賞                    | ノミネート |
| プラティーノ賞 | イベロアメリカ作品賞       | イベロアメリカ作品賞                    | ノミネート |
| プラティーノ賞 | イベロアメリカ初監督作品賞 | ピラール・パロメロ                      | 受賞       |
| プラティーノ賞 | 脚本賞                     | ピラール・パロメロ                      | ノミネート |
| プラティーノ賞 | 撮影賞                     | ダニエラ・カヒアス                      | ノミネート |
| プラティーノ賞 | 編集賞                     | ソフィア・エスクデ                      | ノミネート |
| プラティーノ賞 | 美術賞                     | モニカ・ベルヌイ                        | ノミネート |